# CFST-Brücke

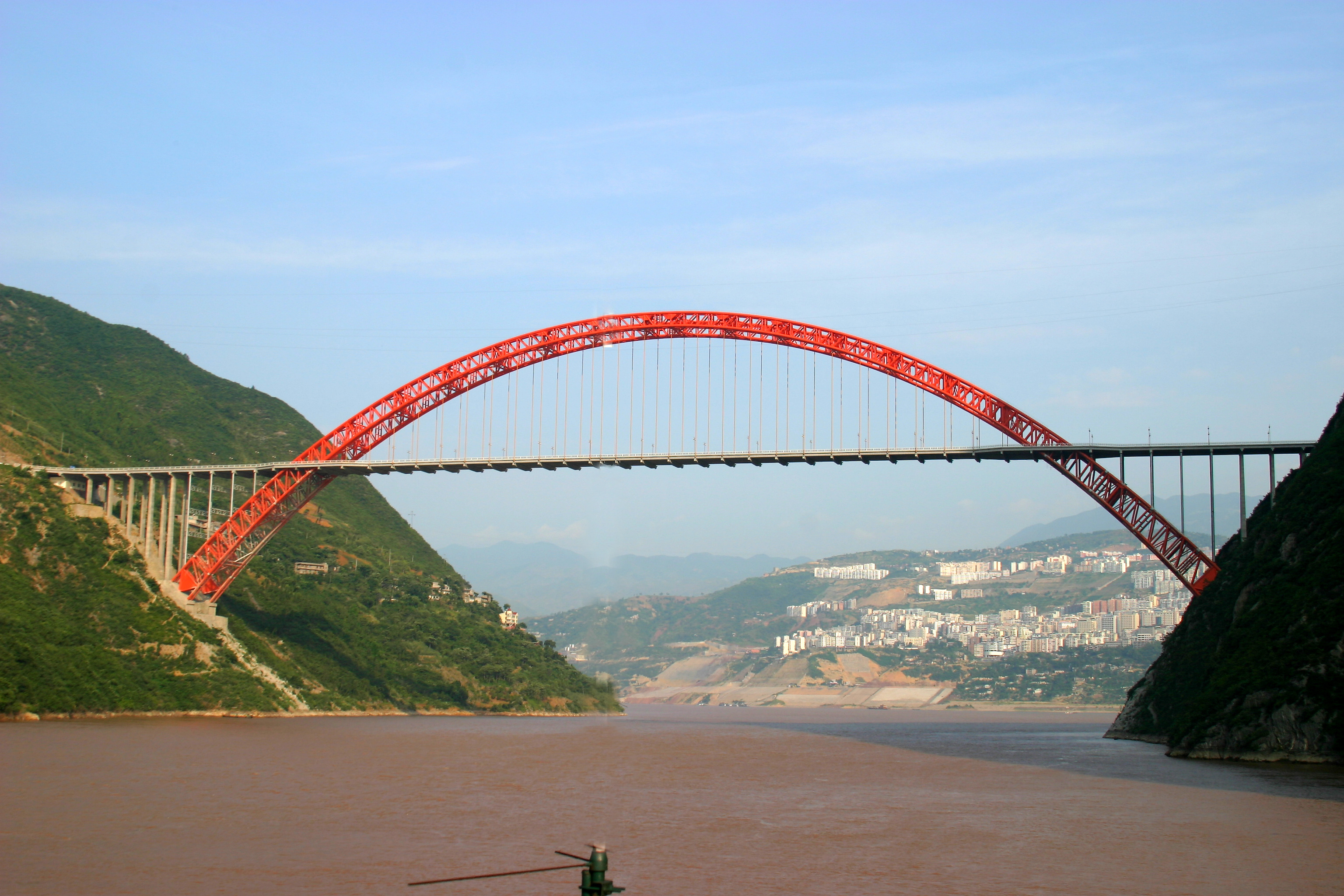
Wushan-Brücke über den Jangtsekiang, 460 m Spannweite

Der Begriff CFST-Brücke wurde der englischen Kurzform CFST (arch) bridge entlehnt, die eine concrete filled steel tube arch bridge (mit Beton gefüllte Stahlrohrbogenbrücke) bezeichnet und damit eine Bauweise von Bogenbrücken beschreibt, bei der der tragende Bogen aus zwei oder mehr mit Beton gefüllten Stahlrohren besteht, wobei der Brückenbogen zunächst aus den leeren Stahlrohren gebaut wird, die erst nach seiner Fertigstellung mit Beton gefüllt werden.

## Verbreitung
Ein Vorläufer war die 1955 von Kruno Tonković in Jugoslawien erstellte Alte-Krka-Brücke. Seit 1990 werden CFST-Brücken vor allem in China häufig gebaut. Die Wanchang-Brücke mit einer Spannweite von 115 m war die erste, ihr folgten (bis März 2005) weit über 229 CFST-Brücken mit Spannweiten über 50 m, darunter 131 Brücken mit Spannweiten über 100 m und 33 Brücken mit Spannweiten über 200 m, darunter die Wushan-Brücke mit 460 m, die Bosideng-Brücke mit 530 m und die Dritte-Pingnan-Brücke mit 575 m Spannweite. Auch die Qinglong-Eisenbahnbrücke, welche die größte Eisenbahn-Betonbogenbrücke der Welt ist, basiert auf einem CFST-Gerippe.

## Diskussion
CFST-Brücken haben gegenüber herkömmlichen Bogenbrücken aus Stahl oder Beton verschiedene Vorteile: Aus den leeren und im Verhältnis zur fertigen Brücke vergleichsweise leichten Stahlrohren lässt sich ein stabiles Tragsystem ohne Hilfskonstruktionen wie Lehrgerüste oder provisorische Stützpfeiler herstellen. Die Rohre übernehmen anschließend die Funktionen von Schalung und Bewehrung für den Beton. Die Verbundkonstruktion kann sowohl hohe Drucklasten als auch Zugspannungen aushalten, da die Betonfüllung ein Ausbeulen oder Knicken der Stahlrohre weitgehend verhindert und die Stahlumhüllung die Druckfestigkeit des Betons deutlich erhöht. Die Bauzeit liegt deutlich unter der vergleichbarer Beton- oder Stahlbrücken.
Nachteil ist die bislang fehlende Erfahrung hinsichtlich Dauerfestigkeit und Lebensdauer: Während bei den meisten anderen Bauformen sowohl von existierenden als auch von versagenden Brücken Erfahrungen über sehr lange Zeiträume vorliegen, sind große CFST-Brücken erst seit rund 30 Jahren im Einsatz, und auch nur in geringer Anzahl. Verglichen mit typischen Lebenszeiten von Brücken von mindestens 50 Jahren, oft über 100 Jahren, ist dies wenig. Dazu kommt, dass die Beton-Füllung in den Stahlrohren nur schlecht inspiziert werden kann, weil normale Inspektionsverfahren vom Stahlrohr verhindert werden. Wie aus der Anfangszeit der Spannbetonbrücken bekannt, können unbekannte Korrosionsmechanismen zum Versagen oder zu Beschädigungen führen, die eventuell erst nach einer gewissen Nutzungsdauer auftreten.

## Beschreibung
In der Regel haben CFST-Brücken zwei tragende Bogenrippen, die jeweils aus einem Rohr oder aus zwei parallelen Rohren mit betongefüllten Querverbindungen oder aus drei oder vier, gelegentlich auch sechs parallelen Rohren bestehen, die durch ein Fachwerkgitter aus hohlen Stahlrohren versteift sind. Die beiden Bogenrippen sind in regelmäßigen Abständen durch Querträger verbunden. In der Regel haben die von mehreren Rohren gebildeten Bogenrippen am Widerlager einen größeren Querschnitt, der sich zum Bogenscheitel hin kontinuierlich verjüngt. Das Bogenprofil entspricht bei Brücken mit obenliegender Fahrbahn häufig einer leicht abgewandelten Kettenlinie, bei den anderen Brückenarten meist der Parabel. Das Pfeilverhältnis liegt häufig bei 1:5. Das Brückendeck ist meist eine Stahlbeton- oder Spannbetonplatte, die je nach ihrer Höhenlage an Seilen vom Brückenbogen abgehängt bzw. mit schmalen Stützen auf dem Bogen aufgeständert ist.

## Brückenarten
CSFT-Brücken gibt es in den verschiedenen Varianten herkömmlicher Bogenbrücken, also als sogenannte echte Bogenbrücken (bei denen der Bogen seine Lasten auf die Widerlager abträgt), bei denen die Fahrbahnen oben, in der Mitte oder unten angeordnet sind, oder als sogenannte unechte Bogenbrücken, bei denen die Horizontalkräfte des Bogens durch Stahlseile aufgenommen werden, die entsprechend dem Fertigstellungsgrad des Bogens nachjustiert werden. Selten ist dagegen ein Langerscher Balken, bei dem die Zugkräfte direkt durch die unten liegende Fahrbahn aufgenommen werden, da diese Konstruktion erst bei der Fertigstellung der Fahrbahnplatte ihre Wirkung entfaltet. Schließlich gibt es eine von Chinesen als Vogelflug-Bogen (fly-bird-type arch) bezeichnete Mischform, bei der der Hauptbogen auf Pfeilern ruht, die außen durch je ein Bogensegment mit größerem Radius abgestützt werden und bei der die in der Mitte des Hauptbogens verlaufende, aber auf den äußeren Segmenten liegende Fahrbahn ebenfalls Horizontalkräfte aufnimmt. Diese Grundformen kommen natürlich in unterschiedlichen Abwandlungen vor, insbesondere was die Zahl der Brückenfelder betrifft.
Zuerst wurden nur Straßenbrücken als CFST-Brücke ausgeführt, bis im November 2001 die Beipanjiang-Eisenbahnbrücke im Liupanshui-Distrikt in der Provinz Guizhou fertiggestellt wurde. Die Qian-jiang No. 4 Brücke in Hang-zhou war die erste Doppelstockbrücke; sie ist mit Spannweiten von 2 × 85 m + 190 m + 5 × 85 m + 190 m + 2 × 85 m insgesamt 1145 m lang. Mit der Lianxiang-Brücke in Xiangtan, Hunan wurde sogar eine seltene Kombination einer CFST-Brücke mit einer Schrägseilbrücke realisiert. Bei der 1997 fertiggestellten Wanxian-Brücke wurde zunächst ein CFST-Bogen errichtet, der dann in Anlehnung an die Melan-Bauweise als Schalungsträger für den Betonbogen diente und als Bewehrung einbetoniert wurde. Das gleiche Verfahren wurde bei der Qinglong-Eisenbahnbrücke für eine 350-km/h-Schnellfahrstrecke zum Bau der größten Eisenbahn-Betonbogenbrücke der Welt verwendet.

## Bauweise

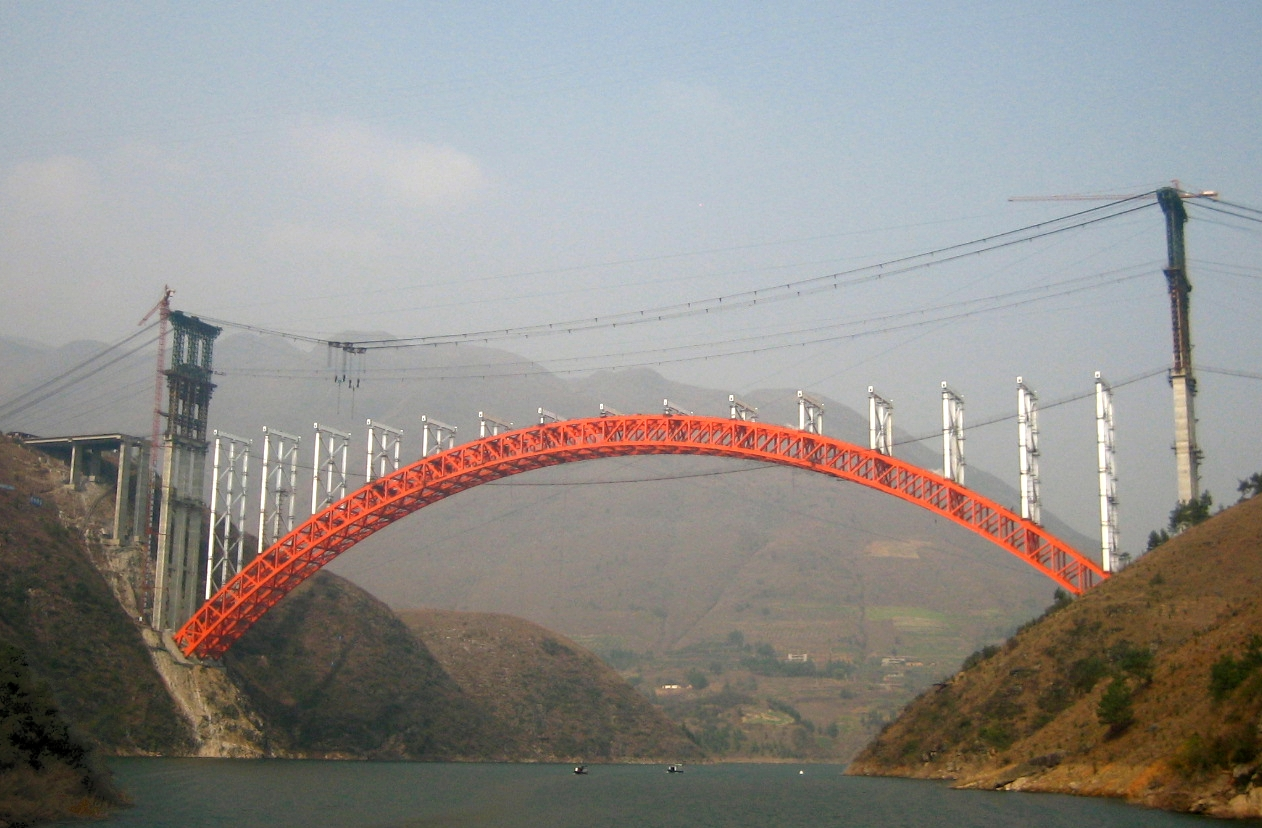
Danighe-Brücke bei Wushan, 400 m Spannweite

CFST-Brücken werden in unterschiedlicher Weise gebaut:
- im Freivorbau, bei dem zunächst nur die mit Seilen rückverankerten Bogenhälften aus Rohrelementen hergestellt werden, die mit Hilfe von Kabelkränen zur Montagestelle gehoben werden, bis schließlich der Bogen geschlossen wird. Diese Methode wird insbesondere angewendet, wenn tiefe, schwer zugängliche Täler überbrückt werden sollen, da nur die Widerlager in die Talhänge betoniert und die Pylone der Kabelkräne und Hilfsabspannungen aufgestellt werden müssen, der weitere Bau der Brücke aber nur von den Kabelkränen beliefert wird und ohne Kontakt mit dem Talboden abgewickelt wird.
- mit senkrechtem Einschwenken. Bei Brücken im Flachland kann je eine Hälfte des Rohrbogens zunächst horizontal auf Hilfsstützen hergestellt werden und anschließend mit Seilen, die über Hilfspylone verlaufen, in die endgültige Lage angehoben werden (die in anderen Ländern gelegentlich verwendete Methode, die Brückenhälften zunächst in senkrechter Position herzustellen und anschließend abzusenken, scheint bei chinesischen CSFT-Brücken nicht verwendet zu werden.)
- mit seitlichem Einschwenken. Dabei werden die Bogenhälften an den Talseiten hergestellt und anschließend hydraulisch in die endgültige Lage geschwenkt.

Nach der Herstellung des Bogens wird Beton von unten in die Rohre gepresst. Erst danach wird die Fahrbahn eingehängt bzw. aufgeständert.